# Quileabe
Quileabe (em hebraico: כִלְאָב; romaniz.: Ḵīləʾāḇ), também conhecido como Daniel, era o segundo filho de Davi, rei de Israel, de acordo com a Bíblia. Ele era filho de Davi com sua terceira esposa Abigail, viúva de Nabal, o carmelita, e é mencionado em I Crônicas 3:1 e II Samuel 3:3. Ao contrário dos outros três filhos de Davi, Amnom, Absalão e Adonias que foram personagens importantes, Quileabe é apenas mencionado na lista dos filhos de Davi e nenhuma outra menção é feito dele. Embora fosse o segundo filho, Quileabe não era um candidato ao trono de Israel, mesmo após a morte do primogênito Amnom, do terceiro filho Absalão e do quarto filho Adonias. Ele pode ter morrido antes de seu pai. As tradições rabínicas posteriores o citaram como um dos quatro antigos israelitas que morreram sem pecado, os outros três sendo Benjamim, Jessé e Anrão. O trono finalmente passou para seu meio-irmão mais novo, Salomão.
Quileabe é conhecido como Daluia (em grego clássico: Δαλουιὰ; romaniz.: Dalouià) em II Samuel na Septuaginta.
De acordo com Rashi, o rabino Isaac disse que alguns questionaram se Abigail estava grávida de Davi ou de seu primeiro marido, Nabal; portanto, Deus providenciou que Quileabe se parecesse com Davi. É possível seu nome "Quileabe", que pode ser traduzido como "perfeição do pai", seja uma referência a essa lenda ou a causa dela.